# 大德寺双塔
大德寺双塔位于中国云南省昆明市五华区护国街道青年路社区华山东路43号，云南省畜牧局职工宿舍院内。原寺已毁，仅存双塔。现为省级文物保护单位。

## 历史
大德寺始建于大理国时期，元大德年间大修后改名“大德寺”。明成化二十年（1484年），重修庙宇时，增建双塔，故大德寺又称“双塔寺”。清朝年间有多次修补。民国时期，寺内开办过工矿学堂、甲种工业学校、路政学堂、农校、师范学校、求实中学等教育设施，在这个过程中，寺庙建筑基本被改建或拆建，仅留青砖双塔。1957年维修时，全塔用水泥粉抹，原貌被遮盖，塔刹也被改为水泥制作的葫芦状，但塔体未改动。

## 形制
双塔系四方形密檐式13层砖塔，两塔相距27米，形制大小一样，高22米。塔基低矮，底层较高，往上作自然圆和收分，塔刹石质。塔下原有绿水河，“双塔倒影”，为昆明一景。

## 保护开发
20世纪80年代，云南省畜牧局在双塔周边建盖了办公楼、宿舍等建筑。开挖地基，使原有地质状况被改变，造成了地基失稳，塔体出现倾斜。2006年对双塔采取了基础本体加固，侧锚稳固。早在2011年，五华区政府就启动了大德寺双塔公园暨东盟国际图书城项目，准备对周边进行升级改造。但直到2020年，该项目未有实质进展。
大德寺双塔在1983年成为昆明市重点文物保护单位。2019年2月21日，公布为第八批云南省文物保护单位。